# 史明·革命進行式
《史明·革命進行式》，是由姚文智擔任製作人，紀錄片导演陳麗貴執導的关于台灣體制外革命家史明的一部紀錄片。

## 簡介
史明一生縱橫四大洲、反抗三個政權。有人說他是台灣的唐吉訶德，夢想著不可企及的夢想；也有人說他是台灣的切格瓦拉，是東亞碩果僅存的現役革命家；但是，他私下推崇的是巴勒斯坦解放組織領袖阿拉法特。
史明一生都在跑路。曾經投入中共地下黨組織從事抗日活動，曾經成立「武裝部隊」企圖暗殺蔣介石；曾經亡命日本，完成《台灣人四百年史》，並持續對台灣輸入「武裝革命」與「民主啟蒙」；至今97歲（2015年），一眼全盲、身形佝僂，卻依舊戰鬥力滿點，依舊傳奇不斷……。

## 外部連結
- 史明·革命進行式的Facebook專頁
- 開眼電影網上《史明·革命進行式》的資料（繁體中文）